# てんぷる
『てんぷる』（英語サブタイトル「 No one can live on loneliness」）は、吉岡公威による日本の漫画作品。「コミックDAYS」（講談社）にて2018年9月から配信されている。吉岡初のオリジナル作品であり、2025年4月時点で累計部数は170万部を突破している。
2023年にはテレビアニメ化が決定し、同年7月から9月まで放送された。

## あらすじ
赤神家は代々女好きの家系として知られており、周囲から敬遠されてきた。そんな家系に生まれた主人公・赤神明光も風評被害を受けており、汚名返上のために女性を遠ざけるようにしていた。そんな中、明光は偶然蒼葉結月と出会って一目ぼれし、それ以来煩悩にとらわれてしまう。このままではいけないと感じた明光は煩悩を消すために叔父の紹介で女人禁制とされる三日月寺に出家することになった。
ところが三日月寺に訪れると、現れたのは自身が一目ぼれした結月と、更には複数の女子たちだった。ひと悶着の騒動の後、明光は三日月寺の真実を知ることとなる。女人禁制というのは昔の話であり、現在は男子禁制で女だけが住む尼寺になっていた。叔父はそれを知らないまま明光に紹介したのだった。更には明光の父親が三日月寺の金を持ち逃げしていたことが発覚。明光は特例として三日月寺で、持ち逃げした金を労働で返すこととなった。

## 登場人物
「声」はアニメ版のキャスト。
赤神 明光（あかがみ あけみつ）
声 - 赤坂柾之、内田雄馬（バカ神・エロ光）、楠ノ木毬菜（少年時）
本作の主人公。21歳父親が女遊びにばかり興じていた（おまけに愛人が多数存在するため母親は名前も顔も知らない）ため、幼少時からその息子だと周囲から蔑まれてきた。
そのため大学ではバイトと勉強の日々で、国家公務員を志望する。
しかしひょんなことから出会った結月に一目惚れし、講義もバイトも集中できずサボり、それまで断り続けていた合コンに繰り出すことが多くなる。それが災いしてバイトは解雇、大学も単位を落としかねないほど成績も落ちてしまう。「すべては煩悩に負けてしまっているからだ」と決意を新たに大学を休学、叔父の紹介で三日月寺の一員となる。
なお、元の家であるアパートは三日月寺に行っている間に別の人が入居し、私物は勝手に捨てられてしまっており後が無い状態となっている。月夜とのトラブルにより一時三日月寺を出た際はホームレス状態となっていた。
父親のことは小学生時代は尊敬していたが、成長し正しい価値観を学んだ現在は軽蔑している。
独り立ちの準備としてバイト生活で家事関係を培ってきたため、三日月寺の誰よりも家事が得意で、料理は全員から好評を得ている。その他にもバイトを通して着物の着付け、オートバイやトラックの運転免許、PCを使った会計事務作業など幅広い技能を持った超高スペック人間である。
つい煩悩に忠実に発言してしまい突如自分を殴る、という奇行こそ見せるが、初対面の人物にオートバイやトラックを貸してもらうなど、コミュニケーション能力も非常に高い。
色々とズレたところはあれども、真っ直ぐで誠実な性格から峯安という本命がいる嬉々以外の三日月寺の住人から好意を寄せられている。但し、これまで異性から忌避され続けて来た「赤神家」の血による劣等感とそれに起因する低い自己評価から結月達からの好意が本物であると気付いていない。
カグラによる折檻によるトラウマで、名前を聞くだけで震え上がってしまう時期もあった。
蒼葉 結月（あおば ゆづき）
声 - 愛美
蒼葉家の長女で、本作のメインヒロイン。面倒見がよく、見た目の可愛さとは裏腹に怪力。台車が壊れて落としてしまった米俵が明光に直撃したことをきっかけに彼と知り合う。前述の台車を壊しただけでなく、着物がはだけて胸が見えそうになるなどドジっ子である。また海月曰く「むっつりな方のエッチ」であり、卑猥なことに興味津々。
三日月寺が住職不在で廃寺の危機にあるため、廃寺の撤回のためお見合いを行おうとしている。
明光が三日月寺を訪れた際、お見合い相手の男性が来たと勘違いした。
赤神明光と偶然出会い一目惚れされプロポーズされるが、色々あってその時のプロポーズは有耶無耶になり、以降は同棲のような形となるも赤神が煩悩を抑制しようとしていることもあり、結局彼女はその気持ちに気付いていない。
しかし、彼が三日月寺の財政難の一因を作った赤神家の人間であると知っても、（尼寺にもかかわらず）住み込みでの家事全般という肉体労働による返済を提案するなど、物語当初から良好な関係を築いている。
それからは彼女が寺を継ぐために困難・挫折しそうな局面において、幾度も赤神から激励・応援を受けるようになり、無意識にも徐々に異性として意識するようになる（寺の他の女子と仲良くしている赤神を見ると嫉妬する、やむを得ず宿泊したホテルで浮ついていたとはいえ体を許しそうになる等）。
赤神も、ましてや彼女自身さえもまだその恋心には気が付いていないが、傍から見るとバカップル・夫婦とからかわれることもあり、実質両想い状態である。まあ三日月寺では赤神がモテまくるせいで埋もれてしまう場面も多いが…。一緒にいる時間が長くなるにつれて赤神への想いを自覚し始める。そして、バレンタインを機にとうとう赤神に恋をしていると認めるのであった。たとえ彼が妹や居候にも好かれていようとも、譲る気はないと確固たる好意を持つのであった。
蒼葉 月夜（あおば つくよ）
声 - 芹澤優
蒼葉家の次女。一人称は「あたし」。恋をしたことがない。
明光に出会った後すぐに（事故とは言え）胸を揉まれ、その怒りからミアと共に真っ先に明光を追い出そうとする。シスコン気味な部分を持つ。蒼葉三姉妹では一番の巨乳。
一度は半ば事故、かつ明光の勘違いではあるものの追い出すことに成功。しかしその後、結月の説得により明光を連れ帰り、彼を三日月寺の一員として認めた。事故で初キスもしてしまい、明光にキス代金として500万円を請求したりしている。以降は距離感も大きく縮まっており、明光を学校に呼び出すためわざと弁当を忘れた時は、友人に対して「家族」と紹介している。
赤神がみんなのために行動している姿に徐々にひかれていき、バレンタインの日にキスを自分からする。そして、結月と恋のライバルとして争うことを決意する。
蒼葉 海月（あおば くらげ）
声 - 山下七海
蒼葉家の三女。猫のにゃごすけの言葉が理解できるのか、月夜やミアと違い明光が悪い人間ではないことを最も早く気づいていた。口数が少なくボーっとしているが、姉思い。ただし口では辛辣な評価を言う。成績は優秀。
明光のことは「ご飯がたくさん食べられる」という理由で結婚を本気で狙っており、言質を取ろうとしたり、婚姻届を明光に渡そうとしている。
巨乳を誇る姉二人と違い幼い体型で、自身もそれを気にしているが、その体型に相応しく中学三年生になってもエッチに興味がない「おこさま」であり、バレンタインにカグラの仕掛けた媚薬入りチョコを食べても全く影響がなく、逆にチョコを食べた結月、月夜、ミア、カグラ、明光が媚薬の発作に苦しむ中、一人だけおいしくチョコを食べ続けほぼ完食してしまった。
檀家からは実の孫のようにかわいがられており、頑固ジジイを絵に描いた容姿をした「檀家古参四天王」も海月の前では小遣いを渡そうとするなど優しい笑顔で接する。
ミア・クリストフ
声 - 朝日奈丸佳
三日月寺にホームステイしている女子。明光には（事故とは言え）早々に服をめくりあげられ、ブラジャーを見せつける羽目になってしまった。また、元来の男嫌いも影響し、月夜と協力して明光を追い出そうと考える。
実家はかなり古くから続く名家だが、「エロティックファミリー」と呼ばれるほど一家全員が男遊びに興じる淫らな家族であり、父親の愛人が多すぎる影響で明光が実の母親を知らないように、ミアも母親の愛人が多すぎる影響で実の父親を知らない。
明光と同様に家族の悪評により風評被害を受け、周囲から孤立していた。そんな時にカグラから三日月寺の話を聞き、日本に渡来しホームステイを始めた。前述の男嫌いも明光と同様の、汚名返上の為の措置である。ただし血は争えないのか、つい卑猥な発言をすることがある。
明光を三日月寺の一員として認めてしまった月夜に代わり去勢しようと（間違った知識で）真剣の決闘を仕掛けるも、ほどけかけたサラシをカグラに引っ張られたことで胸が露出してしまい敗北。
その後カグラの悪戯で明光と共に蔵に閉じ込められた際、自分の家族と過去について語る。自分とほぼ同じ境遇（実の父親もしくは母親を知らない、親が愛人を大勢引き連れて学校の運動会に現れるなど）を聞いた明光も号泣しつつ自分の境遇を語り、互いに共感を得て和解する。
カグラ・ボールドウィン
声 - 上坂すみれ
ミアの付き添いとして三日月寺にホームステイしている女子。ミアがホームステイを始めたのも彼女がきっかけである。
本性ドエロのミアに誤った知識を教えたり、明光とミアをわざと蔵に閉じ込めるなど悪戯好き。
ミアからは「親友」と呼ばれるなど絶対的な信頼と友情で結ばれているように見える。
実はミアの実家であるクリストフ家から最低でも愛人100人作る「好色女王（エロティッククイーン）育成計画」を実現させるよう命を受けて派遣された工作員。
明光との出会いによってミアが自身の煩悩に抗うようになるなど計画とは違う方向に変わりつつあることに危機感を抱き、明光を排除するため赤神家の借金と寺の修繕費を肩代わりする事を条件に三日月寺から立ち去るよう取引を持ち掛けるが、明光の三日月寺への想いの強さに失敗する。
その後も「計画の邪魔」と表面上は明光を嫌っているが、何だかんだで気になる存在になりつつある。あくまでミアと計画が優先であり、ミアや明光と違い三日月寺に対する思い入れも強くはないが、ミアの提案で寺を託児所として利用出来るようにしてからは、子守りから逃げるための口実として寺のサイトを立ち上げ、事実上の広報担当となる。カグラの運営するサイトは好評で三日月寺のPRに成功する他、にゃごすけのグッズ販売で収益を上げるなど自身の得意分野で寺の運営と資金繰りに貢献している。一時期はむしろ明光を「好色女王（エロティッククイーン）育成計画」に巻き込むことを考えたこともある。
なお、クリストフ家への報告は寝ているミアと自撮りして自分のところに適当な男の写真を貼り付けただけという非常にお粗末なものだったが、それで数ヶ月凌いでいた。
嬉々（きき）
声 - たかはし智秋
三日月寺のヘルプを務める雇われ住職。三日月寺の関係者の中で最もノリが軽く、月夜たちが明光に身体を触られたことを訴える中、自身は着物をはだけて裸を見せようとしていた。檀家の古参のじいさんからは「おっぱい住職」と呼ばれる。
叔父の説明不足で三日月寺が男子禁制の寺院と知らされていなかった明光を快く迎え入れる。
月夜たちに余計な指示を出すなど、場をかき乱して楽しんでいる。
学生のころからの付き合い（高校の先輩）である峯安に対してトゲのある態度で接するが、高校時代からバレンタインになると照れ隠しで顔面にチョコを投げ付けるなど、少なからず好意を持っている。
にゃごすけ
声 - 安済知佳
三日月寺に住む猫。井戸に入り込んで動けなくなったところを、明光によって救い出される。しかし自身が井戸から脱出した結果、逆に明光が井戸へ転落し血だらけになったことで、月夜やミアに悪い印象を与えてしまう。クリストフ家から送られた工作員であるカグラから油断出来ない何かを感じ取っているのか警戒しており、彼女の前で威嚇したり、海月を盗撮から守るため激しいバトルを繰り広げるなどある意味ではライバル関係となっている。
赤神 春風（あかがみ はるかぜ）
声 - 川田紳司
明光の父。女遊びが絶えず、借金までするほど。明光が結月に一目惚れするまで、女性への不信感を抱かせた元凶である。三日月寺の金の持ち逃げを始めとして犯罪同然の行為すら躊躇わないなど、かなりのダメ人間。
鬼城 峯安（きじょう ほうあん）
声 - 福山潤
結月のお見合い相手。
お見合い中に巻き込まれた明光に対しては嘘をついていなかったことから、邪魔をしに来た悪人ではないと判断。
元々は廃寺を納得させるためお見合いを行っていたが、現実論を突き付けても三日月寺の存続にこだわる明光の熱意に折れ、名義貸しのために婚約を認めた。
嬉々の高校の先輩であり、当時から今に至るまで毎年バレンタインになってはチョコを顔面に投げ付けられるのが恒例行事となっている。峯安自身は嬉々から嫌われていると思っているが、彼女の行動がただの照れ隠しであると見抜いた結月は「嬉々は決して峯安を嫌っていない」とフォローを入れている。
蒼葉大僧正／蒼葉 月那（あおば だいそうじょう／あおば つきな）
声 - 阿澄佳奈
結月、月夜と海月（蒼葉三姉妹）の母。
天道 真昼（てんどう まひる）
声 - 佐々木未来
お寺の檀家の一人。
陽（よう）／朝日（あさひ）
声 - 伊藤彩沙（朝日）、相羽あいな（陽）
天道真昼の子供。おっぱいが大好きでミアの服をよく脱がそうとしている。
ミアの母親
声 - 藤田咲

サラ・クリストフ
ミアの妹。ミアと違ってエロティックの家系の性質通りに情夫をたくさん抱えている。
ミアの大切なものを欲しがる癖があり、日本にきたときに赤神を狙う。
ミコト・ボールドウィン
カグラの姉でサラの執事。
月下マナ
声 - 久保田未夢
月夜の友人。
神奈ユウキ
声 - 若井友希
月夜の友人。
月下マリ
声 - 千春

## 評価
第1巻の売上が想定以上だったことにより発売直後に緊急大増刷が決定し、これに関して吉岡は自身のTwitterで「経験上最速で最大の増刷」だったと述べている。2021年11月には累計発行部数が100万部を突破している。
ウェブサイト「ほんのひきだし」は数多くの可愛い女性キャラクターが登場する点と、テンポが非常にいい点を本作の魅力として挙げている。

## 企画・コラボレーション
第5巻では吉岡にとって自身初となる特装版の刊行も行われ、付属される小冊子「煩悩の書」には8人の漫画家（あっと・榎本あかまる・カワハラ恋・桜井画門・筒井大志・万丈梓・ミウラタダヒロ・みやこかしわ）が「煩悩×美少女（美女）」というテーマで書き下ろしイラストを寄稿している。
内藤マーシーによる漫画『甘神さんちの縁結び』と本作のコラボレーションとして、オリジナルの御朱印帳が当たるプレゼント企画が『週刊少年マガジン』2021年33号にて実施された。互いに寺と神社を題材としたラブコメ作品であることから今回のコラボレーションが実施されることとなった。

## 書誌情報

### 漫画
- 吉岡公威 『てんぷる』 講談社〈アフタヌーンKC〉、既刊13巻（2025年4月7日現在）
  1. 2019年7月5日発売[16]、ISBN 978-4-06-516239-2
  2. 2019年11月22日発売[17]、ISBN 978-4-06-517559-0
  3. 2020年5月22日発売[18]、ISBN 978-4-06-519481-2
  4. 2020年11月20日発売[19]、ISBN 978-4-06-521420-6
  5. 2021年5月21日発売[20]、ISBN 978-4-06-523120-3
    - 「特装版」同日発売[21]、ISBN 978-4-06-523428-0

  6. 2021年11月17日発売[22]、ISBN 978-4-06-525914-6
  7. 2022年8月5日発売[23]、ISBN 978-4-06-528769-9
  8. 2023年1月23日発売[24]、ISBN 978-4-06-530170-8
  9. 2023年6月22日発売[25]、ISBN 978-4-06-531772-3
  10. 2023年10月5日発売[26]、ISBN 978-4-06-533099-9
  11. 2024年4月5日発売[27]、ISBN 978-4-06-535018-8
  12. 2024年10月7日発売[28]、ISBN 978-4-06-537095-7
  13. 2025年4月7日発売[29]、ISBN 978-4-06-539154-9

### 関連書籍
- 『公式コミックガイド てんぷるヒロインブック 恋の経典』2023年6月22日発売[30][31]、ISBN 978-4-06-531089-2

## テレビアニメ
2023年7月から9月までTOKYO MXほかにて放送された。2023年10月25日発売のBlu-rayでOVA上の巻「うそ、何でこんなにおっきく…」、2023年11月22日発売のBlu-rayでOVA下の巻「そんなところを触られては…」がそれぞれ収録された。

### スタッフ
- 原作 - 吉岡公威（講談社「コミックDAYS」連載）[33]
- 監督 - 古賀一臣[33]
- シリーズ構成 - 香椎葉平[33]
- キャラクターデザイン - 勝又聖人[33]
- 衣装・プロップデザイン - たかはしなぎさ、小倉典子[33]、倉河知世
- 色彩設計 - 長岡柚衣[33]
- 美術監督 - 小島俊彦[33]
- 美術設定 - 蒼黒（第6、10話）
- 撮影監督 - 堀川和人[33]
- 編集 - 渡辺直樹[33]
- 音響監督 - 阿部信行[33]
- 音響効果 - 鈴木潤一朗[33]
- 音楽 - 印南俊太朗[33]
- 音楽制作 - キングレコード
- プロデューサー - 藤井貴大、米澤明、黒須信彦、小澤文啓
- アニメーションプロデューサー - 平田実
- アニメーション制作 - 月虹[33]
- 製作 - てんぷる製作委員会

### 主題歌
「煩悩☆パラダイス」
愛美によるオープニングテーマ。作詞は愛美、作曲はBOUNCEBACK、編曲は廣中トキワ。
「おいでませ！三日月寺」
結月（愛美）、月夜（芹澤優）、海月（山下七海）、ミア（朝日奈丸佳）、カグラ（上坂すみれ）によるエンディングテーマ。作詞は工藤寛顕、作曲・編曲は酒井祐輝。
「いつかは満月のように！」
結月（愛美）、月夜（芹澤優）、海月（山下七海）によるエンディングテーマ。作詞は工藤寛顕、作曲・編曲は森拓人。
「カルチャーギャップ・テンプテーション」
ミア（朝日奈丸佳）、カグラ（上坂すみれ）によるエンディングテーマ。作詞・作曲・編曲はTECHNOBOYS PULCRAFT GREEN-FUND。

### 各話リスト
| 話数                | サブタイトル                         | 脚本     | 絵コンテ     | 演出         | 作画監督 | 総作画監督             | 初放送日      |
| ------------------- | ------------------------------------ | -------- | ------------ | ------------ | --- | ---------------------- | ------------- |
| 第一話              | カラダで払ってもらうことにしました！ | 香椎葉平 | 古賀一臣     | 古賀一臣     | 保村成 たかはしなぎさ                                                                                                  | 勝又聖人               | 2023年 7月9日 |
| 第二話              | えっちなのって悪いことじゃないよ？   | 日暮茶坊 | 石山タカ明   | 峯友則       | ふくだのりゆき 峯友則 竹澤清貴 たかはしなぎさ 福井麻記 西田正義 山口光紀 鈴木雄大 長田雄樹 池田竜也 江崎稔 grain       | 勝又聖人 輿石曉 保村成 | 7月16日       |
| 第三話              | 去勢してもらうわ                     | 香椎葉平 | 菅沼栄治     | 熨斗谷充孝   | Ho Sung jin Lee Jung pil Shin Yu mi 杉本幸子 北條直明 園田大勢 岩崎亮 鵜池一馬 川村敏江 峯友則 ふくだのりゆき 竹澤清貴 | 保村成 たかはしなぎさ  | 7月23日       |
| 第四話              | 先にシャワー浴びておいでよ           | 香椎葉平 | 古賀一臣     | 古賀一臣     | 竹澤清貴 山口光紀 彗敏 鑫月 ふくだのりゆき grain                                                                       | -                      | 7月30日       |
| 第五話              | どう責任とってもらおうかな           | 日暮茶坊 | 中川聡       | 中川聡       | 西田美弥子 Lee Jong man                                                                                                | たかはしなぎさ         | 8月6日        |
| 第六話              | Let's 既成事実!!                     | 日暮茶坊 | 新子太一     | 飯野健太郎   | 峯友則 日根野優子 横井秀章 江崎稔 藤田正幸 柄谷綾子 ふくだのりゆき 竹澤清貴 龍光 慧敏 RadPlus                          | -                      | 8月13日       |
| 第七話              | パンツは何色だ？                     | 日暮茶坊 | 菅沼栄治     | 熨斗谷充孝   | 杉本幸子 北條直明 閔賢叔 Lee Jong man ふくだのりゆき 竹澤清貴 ビート                                                   | -                      | 8月20日       |
| 第八話              | カメを見るとは縁起がいい             | 香椎葉平 | アベユーイチ | アベユーイチ | 日根野優子 金元会 ふくだのりゆき 日影工房                                                                              | 保村成                 | 8月27日       |
| 第九話              | 餅つきってえっちだよね               | 香椎葉平 | 中川聡       | 中川聡       | 北條直明 園田大勢 岩崎亮 鵜池一馬 閔賢叔 Lee Jong man ふくだのりゆき ビート 王川                                       | たかはしなぎさ         | 9月3日        |
| 第十話              | ちょっとムラムラしただけだから       | 日暮茶坊 | 飯野健太郎   | 飯野健太郎   | 福島史士 西田正義 藤田和行 飯飼一幸 鈴木雄大 江崎稔 冨田泰弘 ビート ふくだのりゆき                                     | 保村成                 | 9月10日       |
| 第十一話            | カラダは正直なんですよ               | 日暮茶坊 | 飯野健太郎   | 熨斗谷充孝   | 杉本幸子 北條直明 閔賢叔 承明界 Ho sung jin ビート 冨田泰弘 王川                                                       | 保村成 たかはしなぎさ  | 9月17日       |
| 第十二話            | 人は一人で生きるにあらず             | 香椎葉平 | 古賀一臣     | 古賀一臣     | 竹澤清貴 ふくだのりゆき 山口光紀 鑫月 彗敏 王寛 くハく 唐書強 グレーン                                                 | 勝又聖人 保村成        | 9月24日       |
| Extra1（OVA上の巻） | うそ、何でこんなにおっきく…          | 香椎葉平 | 古賀一臣     | 古賀一臣     | ふくだのりゆき 金慶鎬 金其燁 金鐘範 李官雨                                                                             | -                      | -             |
| Extra2（OVA下の巻） | そんなところを触られては…            | 香椎葉平 | 古賀一臣     | 古賀一臣     | ふくだのりゆき 江崎稔 日根野優子 ビート グットブック 正直困太 藤谷奈美 Studio PAPER CRANES 王寛 グレーン               | 保村成                 | -             |

### 放送局
| 放送期間                | 放送時間                     | 放送局       | 対象地域   | 備考                                 |
| ----------------------- | ---------------------------- | ------------ | ---------- | ------------------------------------ |
| 2023年7月9日 - 9月24日  | 日曜 1:30 - 2:00（土曜深夜） | TOKYO MX     | 東京都     |                                      |
|                         |                              | BS11         | 日本全域   | BS放送 / 『ANIME+』枠                |
|                         | 日曜 3:08 - 3:38（土曜深夜） | 毎日放送     | 近畿広域圏 | 『アニメシャワー』第3部              |
|                         | 日曜 22:00 - 22:30           | AT-X         | 日本全域   | CS放送 / 字幕放送 / リピート放送あり |
| 2023年7月11日 - 9月26日 | 火曜 2:25 - 2:55（月曜深夜） | 北海道テレビ | 北海道     |                                      |
| 2023年7月14日 - 9月29日 | 金曜 23:30 - 土曜 0:00       | BS日テレ     | 日本全域   | BS放送 / 『アニメにむちゅ～』枠      |

| 配信開始日    | 配信時間                                  | 配信サイト |
| ------------- | ----------------------------------------- | --- |
| 2023年7月9日  | 日曜 0:00（土曜深夜） 更新                | dアニメストア DMM TV |
| 2023年7月14日 | 金曜 0:00（木曜深夜） 更新                | アニメ放題 U-NEXT アニメタイムズ Lemino |
| 2023年7月16日 | 日曜 0:00（土曜深夜） 更新                | ABEMA AnimeFesta Amazon Prime Video バンダイチャンネル クランクイン!ビデオ FOD Google play （ YouTube ） HAPPY!動画 Hulu J:COMオンデマンド MBS動画イズム milplus ムービーフル TELASA ニコニコチャンネル auスマートパスプレミアム |
|               | 日曜 21:30 更新                           | ニコニコ生放送 |
| 2023年7月20日 | 木曜 12:00 更新 （#2以降は月曜12:00更新） | ふらっと動画 |

### BD
| 巻 | 発売日         | 収録話                    | 規格品番     |
| -- | -------------- | ------------------------- | ------------ |
| 上 | 2023年10月25日 | 第1話 - 第6話、OVA上の巻  | KIZX-90613/4 |
| 下 | 2023年11月22日 | 第7話 - 第12話、OVA下の巻 | KIZX-90615/6 |

### Webアニメ
TVアニメ『彼女、お借りします』とコラボしたミニアニメ『彼女、お借りします×てんぷる コラボミニアニメ』が、2023年8月5日から同年8月26日まで両TVアニメの公式X（旧Twitter）およびDMM pictures、KING AMUSEMENT CREATIVEのYouTube公式チャンネルにて配信された。